# مجزرة البولنديين في فولينيا وغاليسيا الشرقية
مجازر البولنديين في فولينيا وغاليسيا الشرقية (بالبولندية: rzeź wołyńska) (بالأوكرانية: Волинська трагедія)، نفذها جيش التمرد الأوكراني في بولندا المحتلة، بدعم متكرر من السكان الأوكرانيين المحليين ضد الأقلية البولندية في فولينيا وغاليسيا الشرقية، وأجزاء من بوليسيا ومنطقة لوبلين بين عامي 1943 و1945 م. بلغت المجازر ذروتها في يوليو وأغسطس من عام 1943م. وكان معظم الضحايا من النساء والأطفال. أسفرت إجراءات جيش التمرد الأوكراني عن مقتل 40- 60 ألف بولندي في فولينيا و30- 40 ألف بولندي في غاليسيا الشرقية، ليكون العدد الإجمالي للوفيات نحو 100 ألف قتيل.
كان التطهير العرقي محاولةً أوكرانيةً لمنع دولة بولندا ما بعد الحرب من تأكيد سيادتها على المناطق ذات الأغلبية الأوكرانية التي كانت جزءًا من الدولة البولندية قبل الحرب، وفقًا لتيموثي سنايدر. في حين كتب هنريك كومينسكي وشتشيبان سيكييركا عن عمليات القتل بأنها ارتبطت بشكل مباشر بسياسات فصيل ستيبان بانديرا التابع لتنظيم القوميين الأوكرانيين (OUN-B) وذراعه العسكري، جيش التمرد الأوكراني، الذي تمثل هدفه كما هو محدد في المؤتمر الثاني للتنظيم في 17-23 فبراير 1943 (مارس 1943 في بعض المصادر) في تطهير جميع غير الأوكرانيين من الدولة الأوكرانية المستقبلية. لم يقتصر نشاط جيش التمرد الأوكراني على تطهير المدنيين البولنديين، إذ أرادوا أيضًا محو كل آثار الوجود البولندي في المناطق التي كانت تحت سيطرتهم. أيد العديد من رجال الدين الأرثوذكس الأوكرانيين، الداعمين لقضية جيش التمرد الأوكراني القومية، للعنف الحاصل. أدت المجازر إلى صراع أوسع بين القوات البولندية والأوكرانية في الأراضي الألمانية المحتلة، مع رد الجيش البولندي الرئيسي المتمركز في فولينيا على الهجمات الأوكرانية.
في عام 2008، وصف المعهد البولندي للذكرى الوطنية المجازر التي ارتكبها القوميون الأوكرانيون ضد البولنديين في فولينيا وجاليسيا بأنها تحمل الخصائص المميزة للإبادة الجماعية، وأصدر البرلمان البولندي في 22 يوليو 2016 قرارًا يعترف بالمجازر على أنها إبادة جماعية. ما يزال هذا التصنيف موضع جدل بين الأوكرانينن والمؤرخين غير البولنديين.

## خلفية

### فترة ما بين الحربين في الجمهورية البولندية الثانية
كانت فولينيا جزءًا من الجمهورية البولندية الثانية قبل الغزو السوفيتي لبولندا عام 1939، ووفقًا للمؤرخ تيموثي سنايدر، فقد كانت فولينيا بين عامي 1928 و1938 «مركزًا لواحدة من أكثر سياسات التسامح طموحًا في أوروبا الشرقية». أراد يوزف بيوسودسكي وحلفاؤه تحقيق الولاء الأوكراني للدولة البولندية وتقليل التأثيرات السوفيتية في المنطقة الحدودية، من خلال دعم الثقافة الأوكرانية والاستقلال الديني وإضفاء الطابع الأوكراني على الكنيسة الأرثوذكسية. جرى التخلي عن هذا النهج تدريجيًا بعد وفاة بيوسودسكي في عام 1935، كنتيجة لزيادة القومية الراديكالية الأوكرانية.
تأسس تنظيم القوميين الأوكرانيين في فيينا بالنمسا في عام 1929، بعد اتحاد المنظمات القومية الراديكالية واليمينية المتطرفة، بما في ذلك اتحاد الفاشيين الأوكرانيين. بدأ التنظيم حملةً إرهابيةً في بولندا، والتي تضمنت اغتيال سياسيين بولنديين بارزين، مثل وزير الداخلية برونيسلاف بييراكي، والمعتدلين البولنديين والأوكرانيين، مثل تاديوس هولوكو.[بحاجة لمصدر]
أدت الحملة الإرهابية والاضطرابات المدنية في ريف غاليسيا إلى قيام الشرطة البولندية بفرض سياسة المسؤولية الجماعية على الأوكرانيين المحليين في محاولة لـ «تهدئة» المنطقة، بالإضافة إلى هدم المراكز والمكتبات المجتمعية الأوكرانية، ومصادرة الممتلكات والمنتجات، وضرب المتظاهرين. وُضع البرلمانيون الأوكرانيون قيد الإقامة الجبرية لمنعهم من المشاركة في الانتخابات، مع ترويع ناخبيهم ودفعهم إلى التصويت للمرشحين البولنديين. استحوذت محنة أوكرانيا والاحتجاجات ومحاولة التهدئة على اهتمام عصبة الأمم باعتبارها «قضية رأي عام»، حيث أدان السياسيون الأوروبيون بولندا. أدت السياسات المستمرة لبولندا إلى تعميق الانقسامات العرقية في المنطقة.
تصاعد الصراع العنيف في فولينيا، حيث تحاربت الشرطة البولندية مع الشيوعيين الأوكرانيين الغربيين المدعومين من العديد من الفلاحين الأوكرانيين غير الراضين. نظم الشيوعيون العديد من الإضرابات، وقتلوا ما لا يقل عن 31 من مخبري الشرطة المشتبه بهم بين عامي 1935 و1936، وبدؤوا في اغتيال المسؤولين الأوكرانيين المحليين «لتعاونهم» مع الدولة البولندية، في حين نفذت الشرطة اعتقالات جماعية، وأفادت بمقتل 18 شيوعيًا في عام 1935، كما قُتل ما لا يقل عن 31 شخصًا في معارك بالأسلحة النارية وخلال الاعتقالات على مدار عام 1936.
بدأت الحكومة البولندية في فولينيا حملةً نشطةً لاستخدام الدين كأداة للاستقطاب وتحويل السكان الأرثوذكس إلى الرومانية الكاثوليكية منذ عام 1937. ودُمرت أكثر من 190 كنيسة أرثوذكسية في حين تحولت 150 منها إلى كنيسة رومانية كاثوليكية. أُجبرت الكنائس الأرثوذكسية المتبقية على استخدام اللغة البولندية في خطبهم. جرى تحويل آخر كنيسة أرثوذكسية متبقية في العاصمة فولهيني لوتسك إلى كنيسة رومانية كاثوليكية بمرسوم من الحكومة البولندية في أغسطس من عام 1939.
تشجع الآلاف من المستعمرين البولنديين وقدامى المحاربين على الاستقرار في ريف فولينيان وغاليسيا بين عامي 1921 و1938، إضافةً إلى السكان الحضريين البولنديين واليهود والألمان والأرمن في كلا المنطقتين والذين يعود وجودهم في تلك الأراضي إلى القرن الرابع عشر. شُيدت المستوطنات الجديدة في مناطق تفتقر إلى البنية التحتية، مثل المباني والطرق وشبكات السكك الحديدية، وقد وصل عددهم إلى 17700 مستعمر في فولينيا في 3500 مستوطنة جديدة بحلول عام 1939، على الرغم من الصعوبات الكبيرة التي واجهوها. ووفقًا للإحصاء البولندي لعام 1931، تحدث 52٪ من السكان باللغة الأوكرانية في حين تحدث 40٪ منهم البولندبة و7٪ اليديشية في شرق غاليسيا. أما في فولينيا، فقد تحدث 68٪ من السكان باللغة الأوكرانية، في حين تحدث 17٪ البولندية، و10% اليديشية، و2٪ الألمانية، و2٪ التشيكية، و1٪ الروسية. أجج الوجود الإضافي الجديد للمستعمرين المزيد من مشاعر الأوكرانيين المحليين المعادية لبولندا.